# Guest-star

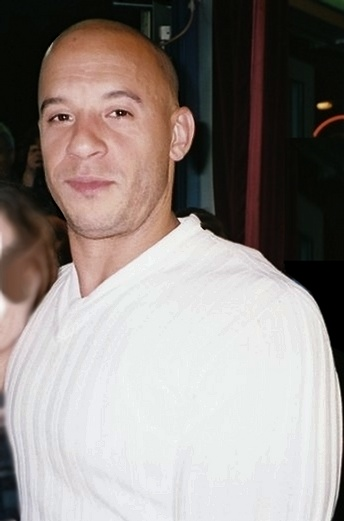
Vin Diesel à l'avant première du film Baby-Sittor à Munich en avril 2005.

Une guest-star, (de l'anglais « guest » signifiant « invité » et « star » signifiant « vedette ») ou vedette invitée est une personnalité qui fait une apparition de courte durée dans une œuvre audiovisuelle ou un spectacle vivant afin d'y tenir un rôle secondaire. En particulier, une vedette invitée est un acteur extérieur à la distribution d'une série télévisée ou une personnalité publique, qui apparaît dans un nombre fini d'épisodes.

## Présentation
Les guest-stars (« guest » signifiant « invité » et « star » signifiant « vedette ») proviennent de divers domaines : cinéma le plus souvent, mais aussi télévision, sport, chanson, média, etc. Leur apparition, destinée à « créer l'événement », a pour but de soutenir ou relancer l'audience de la série. Les contours de la définition de guest-star sont parfois plus floues, lorsque la vedette joue une saison entière, ou a un rôle intégral (comme Heather Locklear dans Melrose Place ou encore comme John Glover dans la saison 1 de Smallville). Le Muppet Show recevait, quant à lui, un invité en guest-star différent à chaque nouvel épisode. Le recours à plusieurs guest-stars est le signe pour certains du début du déclin de la série.
Les séries télévisées comme Le Prisonnier, Marc et Sophie, Columbo, La croisière s'amuse, Sous le soleil et bien d'autres encore se caractérisent, entre autres, par la présence de nombreuses guest-stars qui sont apparues une ou plusieurs fois au cours des différentes saisons. Michael Ironside est quant à lui un des acteurs totalisant le plus d'apparition « guest-star », ce qui lui vaut le surnom de Michael « Guest » Ironside pour de nombreux fans.

## Autres domaines
La notion de guest-star a pris, au fil du temps, un sens élargi sortant du champ des séries télévisées pour gagner d'autres domaines : 
- dans le monde musical, où des interprètes invitent d'autres interprètes sur un concert ou un album (voir : duo, featuring) ;
- au cinéma, où des célébrités tiennent occasionnellement un rôle d'acteur (exemple : Zinédine Zidane, David Beckham, Michael Schumacher et Tony Parker dans le film Astérix aux Jeux Olympiques) ;
- dans les dessins animés, où un acteur célèbre prête sa voix, comme Tony Curtis au personnage de Stony Curtis dans Les Pierrafeu ;
- dans les séries télévisées d'animation comme Les Simpson ;
- de façon virtuelle dans la bande dessinée, où des super-héros font des apparitions dans les histoires d'autres super-héros ;
- dans les jeux vidéo, où des personnages de jeux vidéo apparaissent dans un jeu qui n'a aucune relation avec eux, comme Kratos (God of War) qui apparait dans le jeu Mortal Kombat (2011) (exclusif à la version PS3).